# Ministère du Pétrole (Iran)
Pour les articles homonymes, voir Ministère du Pétrole.
Le ministère du Pétrole (persan : وزارت نفت Vezârat-e Naft) gère l'industrie pétrolière iranienne, productrice de produits pétroliers et pétrochimiques. Il est chargé de toutes les questions relatives à l'exploration, l'extraction, l'exploitation, la distribution et l'exportation de pétrole brut et de produits pétroliers. D'après l'Imports and Exports Regulation Act, il est également responsable de délivrer des autorisations d'importation pour ce type de produits.
Selon British Petroleum (BP), l'Iran a 137,6 milliards de barils (2,188 × 1010 m3) de réserves de pétrole prouvées et 29 610 milliards de mètres cubes de réserves de gaz naturel prouvées. L'Iran occupe le troisième rang mondial pour les réserves pétrolières, et le second pour les réserves de gaz naturel,. 
Avec le quatrième plan de développement économique, social et culturel pour les années 2005 à 2009, il a été demandé au gouvernement de transférer au moins 10 % des activités liées à l'exploration, l'extraction et la production de pétrole brut au secteur privé, tout en conservant sa propriété sur les ressources pétrolières.
L'Iran prévoit d'investir 500 milliards de dollars US dans le secteur pétrolier d'ici 2025. En 2010, la valeur de ses projets pétroliers et gaziers en construction s'élève à 70 milliards de dollars,. Ses revenus pétroliers annuels devraient atteindre 250 milliards de dollars en 2015.

## Relation avec la Constitution de la République islamique
La constitution iranienne interdit l'octroi de droits pétroliers sur une base de concession ou de participation directe. Toutefois, la loi de 1987 sur le pétrole permet l'établissement de contrats entre le ministère, les sociétés d'État et les «personnes locales et étrangères et les personnes morales». Les contrats de rachat, par exemple, sont des arrangements dans lesquels le contractant finance tous les investissements, reçoit une rémunération de la National Iranian Oil Company (NIOC) sous la forme d'une part de production allouée, puis transfère l'exploitation du champ à NIOC après un certain nombre d'années.
Depuis la révolution de 1979, le pays a été soumis à des sanctions unilatérales américaines constantes. Les premières sanctions américaines contre l'Iran ont été formalisées en novembre 1979, et pendant la crise des otages, de nombreuses sanctions ont été portées contre le gouvernement iranien. En 1987, l'importation de marchandises iraniennes aux États-Unis avait été interdite. En 1995, le président des États-Unis, Bill Clinton, a promulgué l'ordonnance 12957 interdisant les investissements américains dans le secteur énergétique de l'Iran, suivie quelques semaines plus tard par l'ordonnance 12959 éliminant tout commerce et investissement et pratiquement toutes les interactions entre les  États-Unis et l'Iran.

## Ministres du Pétrole
En 2005, lorsque Mahmoud Ahmadinejad remporte les élections et devient président, il nomme Kazem Vaziri Hamaned au poste de ministre du pétrole. 
En août 2007, Hamaned est démis de ses fonctions par le président Mahmoud Ahmedinejad et Gholam-Hossein Nozari est nommé pour le remplacer. Il occupe cette fonction de 2007 à 2009. Sa nomination a permis à Ahmedinejad d'exercer un contrôle beaucoup plus important sur le secteur pétrolier en Iran. 
Après la réélection d'Ahmedinejad, c'est Masoud Mir Kazemi qui est chargé du ministère du pétrole de 2009 à 2011 puis il dirige durant l'année 2011 l'OPEP (Organisation des pays exportateurs de pétrole).
En mai 2011, après avoir demis de ses fonctions le ministre du Pétrole et malgré un avis négatif du conseil constitutionnel, le président iranien, Mahmoud Ahmadinejad, annonce qu'il va prendre l’intérim de la direction du ministère. Cette décision politique et stratégique vise à contrer le camp des opposants conservateurs.
Entre 2013 et 2021, le ministre du Pétrole iranien est Bijan Namdar Zanganeh. Javad Oji (fa) lui succède en 2021 à la suite de l'élection de Ebrahim Raïssi.

### Les différents ministres du pétrole
| Nom                      | Portrait                 | Année                      | Président / Chef du gouvernement |
| ------------------------ | ------------------------ | -------------------------- | -------------------------------- |
| Ali Akbar Moinfar        |                          | 1979 - 1980                | Mehdi Bazargan                   |
| Mohammad Javad Tondguyan |                          | 1980 - 1981                | Mohammad Ali Radjaï              |
| Mohammad Gharazi         |                          | 1981                       | Mohammad Javad Bahonar           |
| Mohammad Gharazi         | 1981                     | Mohammad Reza Mahdavi-Kani |                                  |
| Mohammad Gharazi         | 1981 - 1985              | Mir-Hossein Mousavi        |                                  |
| Gholam Reza Aghazadeh    |                          | 1985 - 1997                | Mir-Hossein Mousavi              |
| Gholam Reza Aghazadeh    | Akbar Hashemi Rafsanjani | 1985 - 1997                |                                  |
| Bijan Namdar Zangeneh    |                          | 1997 - 2005                | Mohammad Khatami                 |
| Kazem Vaziri Hamaned     |                          | 2005 - 2007                | Mahmoud Ahmadinedjad             |
| Gholam-Hossein Nozari    |                          | 2007 - 2009                | Mahmoud Ahmadinedjad             |
| Masoud Mir-Kazemi        |                          | 2009 - 2011                | Mahmoud Ahmadinedjad             |
| Rostam Ghasemi (en)      |                          | 2011 - 2013                | Mahmoud Ahmadinedjad             |
| Bijan Namdar Zanganeh    |                          | 2013 - 2021                | Hassan Rohani                    |
| Javad Oji (fa)           |                          | 2021 -                     | Ebrahim Raïssi                   |

## Voir Aussi
- National Iranian Oil Company
- Industrie pétrolière en Iran
- Bijan Namdar Zangeneh